# Михайлюк, Мария Васильевна
Мари́я Васи́льевна Михайлю́к (род. 29 января 1991, Пермь) — российская легкоатлетка, специалистка по спринтерскому бегу. Выступала за сборную России по лёгкой атлетике в середине 2010-х годов, многократная призёрка первенств национального значения, участница чемпионата мира в Пекине и чемпионата Европы в Цюрихе. Представляет Пермский край. Мастер спорта России международного класса.

## Биография
Мария Михайлюк родилась 29 января 1991 года в Перми.
Занималась бегом под руководством тренеров Т. П. Зеленцовой, З. Г. Верещагиной, Л. М. Сельской.
Впервые заявила о себе в лёгкой атлетике на взрослом всероссийском уровне в сезоне 2013 года, когда в составе команды Пермского края на зимнем чемпионате России в Москве выиграла бронзовую медаль в эстафете 4 × 200 метров (впоследствии их результат был аннулирован в связи с дисквалификацией Анастасии Капачинской). Также в этом сезоне стала пятой в эстафете 4 × 400 метров на молодёжном европейском первенстве в Тампере.
В 2014 году на чемпионате России в Казани вместе с другими пермскими бегуньями стала серебряной призёркой в эстафете 4 × 400 метров. Попав в основной состав российской национальной сборной, выступила на чемпионате Европы в Цюрихе, где в той же дисциплине показала пятый результат (участвовала здесь исключительно в предварительном квалификационном забеге).
На командном чемпионате Европы 2015 года в Чебоксарах финишировала второй в индивидуальном беге на 400 метров, уступив только француженке Флории Гей, и одержала победу в эстафете 4 × 400 метров. Благодаря череде удачных выступлений удостоилась права защищать честь страны на чемпионате мира в Пекине — в дисциплине 400 метров не смогла преодолеть предварительный квалификационный этап, тогда как в эстафете 4 × 400 метров вместе с соотечественницами стала четвёртой (здесь так же участвовала исключительно в предварительном забеге).
В 2018 году на чемпионате России в Казани с командой Пермского края взяла бронзу в эстафете 4 × 400 метров.
За выдающиеся спортивные достижения удостоена почётного звания «Мастер спорта России международного класса».